# Morti nel 1135
| Questa pagina contiene informazioni ricavate automaticamente dalle voci biografiche con l'ausilio del template Bio e di un bot. L'aggiornamento è periodico e automatico e ricostruisce completamente la pagina. Se manca una persona in questa lista, sei pregato di non aggiungerla, ma accertati piuttosto che la sua voce biografica contenga il template Bio e che i dati anagrafici siano correttamente compilati. Se il template Bio manca, inseriscilo tu stesso o, in alternativa, metti l'avviso {{tmp\|Bio}} che ne segnala la mancanza. Se i dati riportati sono sbagliati, correggi direttamente la voce biografica; le modifiche saranno visibili in questa lista entro pochi giorni. Per chiarimenti vedi il progetto biografie. La lista contiene solo le 15 persone che sono citate nell'enciclopedia e per le quali è stato implementato correttamente il template Bio. Pagina aggiornata al 13 gen 2025. |

- 8 febbraio - Elvira di Castiglia, regina
- 21 marzo - Gyōson, monaco buddista e poeta giapponese (n. 1055)
- 13 aprile - Federico di Stade, nobile tedesco
- 4 giugno - Hui Zong, imperatore cinese (n. 1082)
- 29 agosto - Al-Mustarshid, califfo arabo (n. 1092)
- 1º dicembre - Enrico I d'Inghilterra, re inglese (n. 1068)
- 25 dicembre - Matteo di Albano, vescovo e cardinale francese
- 31 dicembre - Enrico di Groitzsch, nobile tedesco
- Azzo del Bosco, nobile e vescovo cattolico italiano
- Bernat Amat de Cardona, nobile
- Federico di Saarbrücken, nobile tedesco
- Liang Hongyu, militare cinese (n. 1102)
- Milarepa, mistico, filosofo e poeta tibetano (n. 1051)
- Alberto Sambonifacio, nobiluomo italiano
- Bernardo di Valenza, patriarca cattolico francese (n. 1075)